# NGC 7382
NGC 7382 est une très vaste et lointaine galaxie spirale vue par la tranche, située dans la constellation de la Grue. Cette galaxie a été découverte par l'astronome britannique John Herschel en 1834. Sa vitesse par rapport au fond diffus cosmologique est de 11 329 ± 41 km/s, ce qui correspond à une distance de Hubble de 167 ± 12 Mpc (∼545 millions d'al).
La classe de luminosité de NGC 7382 est I. 
Le spot lumineux au nord-ouest de NGC 7382 présente des aigrettes typiques de diffraction. Sa désignation est WISEA J225021.83-365104.2. Aucune donnée n'est disponible sur cette étoile, sauf ses coordonnées.